# استیون دالدری
استیون دیوید دالدری (به انگلیسی: Stephen David Daldry) (زاده ۲ مه ۱۹۶۱) کارگردان انگلیسی تئاتر و سینما و تهیه‌کننده فیلم است. او برنده جایزه‌های مختلف سینمایی از جمله گلدن گلوب و بفتا است و تاکنون سه بار نامزد جایزه اسکار شده است. دالدری با کارگردانی فیلم ساعت‌ها (نامزد ۹ جایزه اسکار) در سال ۲۰۰۲، به شهرت زیادی رسید.

## فیلم‌شناسی
- هشت (۱۹۹۸)
- بیلی الیوت (۲۰۰۰)
- ساعت‌ها (۲۰۰۲)
- کتاب‌خوان (۲۰۰۸)
- فوق‌العاده بلند و بیش از حد نزدیک (۲۰۱۲)
- زباله (۲۰۱۴)

## جایزه‌های سینمایی
- جوایز بفتا: بهترین فیلم بریتانیایی برای بیلی الیوت (۲۰۰۰)
- گلدن گلوب: بهترین فیلم درام برای ساعت‌ها (۲۰۰۲)[۳]
- کاندیدای بفتای بهترین کارگردانی برای فیلم بیلی الیوت در سال ۲۰۰۰
- کاندیدای بفتای بهترین کارگردانی برای فیلم ساعت‌ها (۲۰۰۲)